# Grant Fox
Grant James Fox (* 6. Juni 1962 in New Plymouth) ist ein ehemaliger neuseeländischer Rugby-Union-Spieler und -Trainer. Er spielte auf der Position des Verbinders (fly-half).

## Werdegang
Der Absolvent der Auckland Grammar School spielte ab 1982 für die Auckland Rugby Football Union in der neuseeländischen Meisterschaft. Mit Auckland gewann er acht Meistertitel (1982, 1984, 1985, 1987, 1988, 1989, 1990 und 1993). Fox trug wesentlich dazu bei, dass Auckland von 1985 bis 1993 in 61 Herausforderungsspielen um den Ranfurly Shield ungeschlagen blieb.
Im Oktober 1984 wurde Fox erstmals in den Kader der All Blacks (Nationalmannschaft) berufen. Er hatte zunächst Mühe, einen Stammplatz zu sichern, kam aber ab 1987 regelmäßig zum Einsatz. Den größten Erfolg erzielte er bei der Rugby-Union-Weltmeisterschaft 1987, als Neuseeland nicht zuletzt dank seiner präzisen Kicks den Weltmeistertitel gewann. In 46 Länderspielen erzielte Fox 645 Punkte und stellte damit einen neuen Rekord auf, der erst zwei Jahrzehnte später von Andrew Mehrtens übertroffen wurde.
Nach seinem Rücktritt als Spieler im Jahr 1993 blieb Fox dem Rugby als Fernsehkommentator weiterhin verbunden. Er war auch als Assistenztrainer tätig: Mit Auckland wurde er weitere drei Mal neuseeländischer Meister (1999, 2002 und 2003), mit den Blues gewann er 2003 den Titel in der internationalen Meisterschaft Super 12 (heute Super 14).
2005 wurden seine Verdienste um den Rugbysport mit der Aufnahme in die International Rugby Hall of Fame gewürdigt.

## Statistik
- Erfolge als Spieler: Weltmeister 1987, achtfacher neuseeländischer Meister
- Erfolge als Trainer: Dreifacher neuseeländischer Meister, ein Meistertitel in der Super 12
- Länderspiele mit den All Blacks: 46
- Sonstige Spiele mit den All Blacks: 32 (davon 1 als Kapitän)
- Erstes Länderspiel: 26. Oktober 1985
- Letztes Länderspiel: 31. Juli 1993
- Erzielte Punkte in Länderspielen: 645 (1 Versuch, 118 Erhöhungen, 128 Penaltys, 7 Feldtore)